# James Alaka
James Alaka (ur. 8 września 1989 w Londynie) – brytyjski lekkoatleta specjalizujący się w biegach sprinterskich. 
Bez powodzenia startował indywidualnie w 2007 na mistrzostwach Europy juniorów (w sztafecie 4 x 100 metrów biegł w eliminacjach – Brytyjczycy z wynikiem 40,41 wygrali swój bieg eliminacyjny, w finale, już bez Alaki zdobyli srebrne medale) oraz rok później podczas mistrzostw świata juniorów. W 2011 zdobył młodzieżowe mistrzostwo Europy w biegu na 100 metrów oraz srebrny medal na dwukrotnie dłuższym dystansie, na uniwersjadzie na obu dystansach zajmował wysokie pozycje w finale. 

## Osiągnięcia
| Rok  | Impreza                        | Miejsce   | Konkurencja        | Lokata     | Wynik |
| ---- | ------------------------------ | --------- | ------------------ | ---------- | ----- |
| 2007 | Mistrzostwa Europy juniorów    | Hengelo   | bieg na 100 m      | półfinał   | 10,77 |
| 2008 | Mistrzostwa świata juniorów    | Bydgoszcz | bieg na 100 m      | eliminacje | 10,75 |
| 2008 | Mistrzostwa świata juniorów    | Bydgoszcz | sztafeta 4 x 100 m | 5. miejsce | 39,89 |
| 2011 | Młodzieżowe mistrzostwa Europy | Ostrawa   | bieg na 100 m      | 1. miejsce | 10,45 |
| 2011 | Młodzieżowe mistrzostwa Europy | Ostrawa   | bieg na 200 m      | 2. miejsce | 20,60 |
| 2011 | Uniwersjada                    | Shenzhen  | bieg na 100 m      | 5. miejsce | 10,29 |
| 2011 | Uniwersjada                    | Shenzhen  | bieg na 200 m      | 4. miejsce | 20,67 |

## Rekordy życiowe
- bieg na 100 metrów – 10,22 (13 maja 2012, Eugene)
- bieg na 200 metrów – 20,45 (13 maja 2012, Eugene)